# Karel Loprais

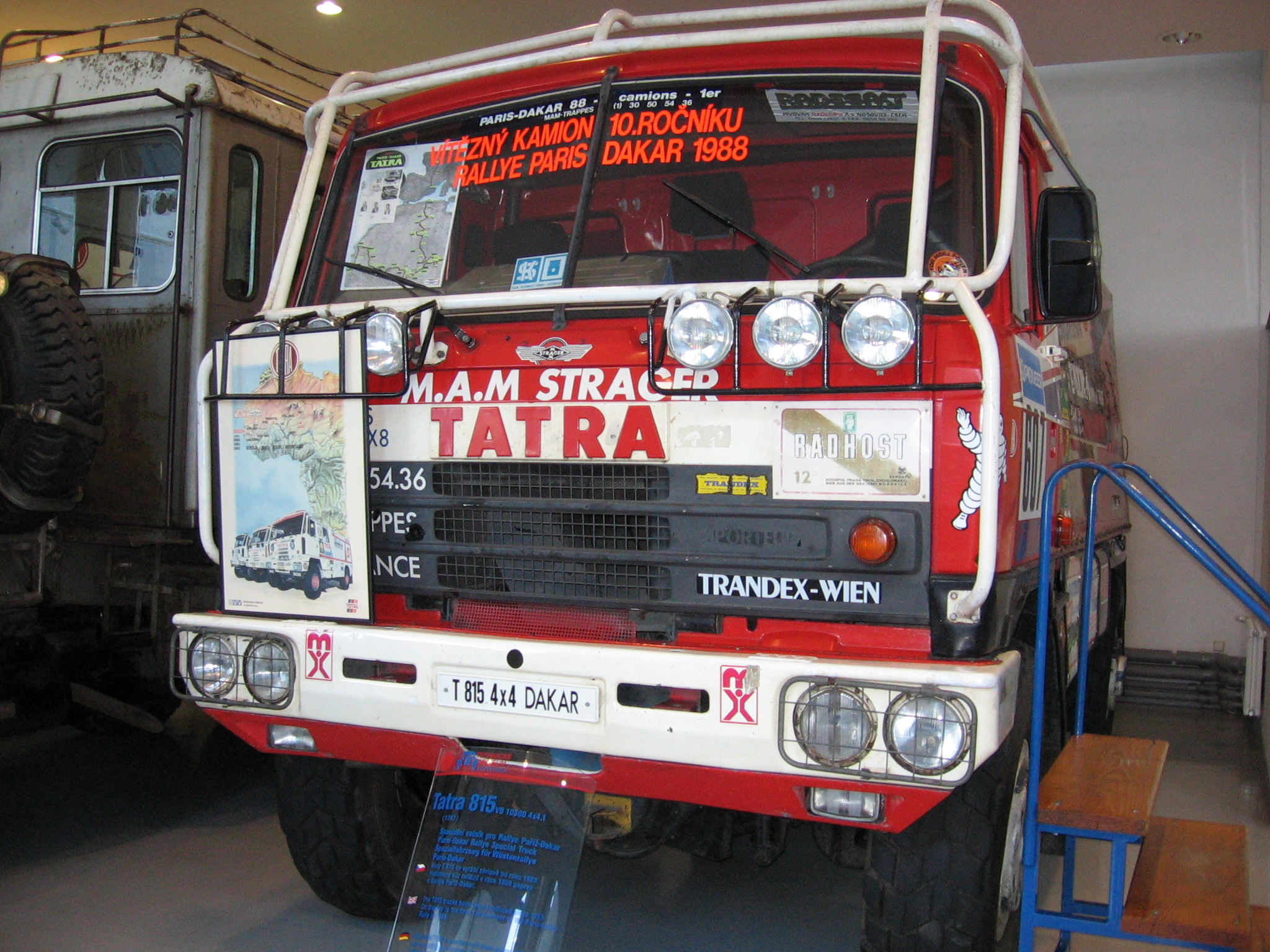
Tatra 815 4x4 - Vehiculul câștigător al raliului Dakar din 1988 la Muzeul Tehnic Koprivnice.

Karel Loprais (n. 4 martie 1949, Ostrava, Cehia – d. 30 decembrie 2021, Nový Jičín, Moravia-Silezia, Cehia) a fost un pilot de raliuri din Cehia. El a câștigat de 6 ori Raliul Dakar în categoria camioanelor.

## Carieră
A început să lucreze pentru Tatra, la Kopřivnice, ca lucrător în fabrică în 1967, devenind mai târziu pilot de teste. El a concurat cu un camion Tatra 815 în Raliul Dakar pentru prima dată în 1986, fiind descalificat de pe locul 2 pentru că a ajuns târziu la startul ultimei etape. A concurat 19 de ori între 1986-2006 și a revendicat șase titluri (1988, 1994, 1995, 1998, 1999, 2001), patru locuri secunde (1987, 1996, 2000, 2002) 1990, 1991) și un loc al șaptelea (2004).
După a doua victorie din 1994, când a fost clasat pe locul 6 în categoria comună de auto-camioane, mass-media a început să-l numească Monsieur Dakar.
După Dakar, a participat la raliul Paris-Moscova-Beijing in 1993 (locul 3), Master Rallye in 1995 (locul 4) si UAE Desert Challenge in 1999 (locul 3) si 2000 (locul 2).
Nepotul său, Aleš Loprais, este de asemenea pilot de raliuri. Acesta a disputat de multe ori Raliul Dakar cu echipa oficială Tatra.

## Rezultate la Raliul Dakar
| An   | Clasa                               | Vehicul                             | Poziție                             | Etape câștigate                     |
| ---- | ----------------------------------- | ----------------------------------- | ----------------------------------- | ----------------------------------- |
| 1986 | Camion                              | Tatra                               | DNF                                 | ?                                   |
| 1987 | Camion                              | Tatra                               | 2                                   | ?                                   |
| 1988 | Camion                              | Tatra                               | 1                                   | ?                                   |
| 1989 | Nu a existat categoria camioanelor. | Nu a existat categoria camioanelor. | Nu a existat categoria camioanelor. | Nu a existat categoria camioanelor. |
| 1990 | Camion                              | Tatra                               | 4                                   | ?                                   |
| 1991 | Camion                              | Tatra                               | 4                                   | ?                                   |
| 1992 | Camion                              | Tatra                               | 3                                   | ?                                   |
| 1993 |                                     |                                     |                                     |                                     |
| 1994 | Camion                              | Tatra                               | 1                                   | ?                                   |
| 1995 | Camion                              | Tatra                               | 1                                   | ?                                   |
| 1996 | Camion                              | Tatra                               | 2                                   | ?                                   |
| 1997 | Camion                              | Tatra                               | DNF                                 | 2                                   |
| 1998 | Camion                              | Tatra                               | 1                                   | 2                                   |
| 1999 | Camion                              | Tatra                               | 1                                   | 1                                   |
| 2000 | Camion                              | Tatra                               | 2                                   | 3                                   |
| 2001 | Camion                              | Tatra                               | 1                                   | 8                                   |
| 2002 | Camion                              | Tatra                               | 2                                   | 1                                   |
| 2003 | Camion                              | Tatra                               | DNF                                 | 1                                   |
| 2004 | Camion                              | Tatra                               | 7                                   | 2                                   |
| 2005 | Camion                              | Tatra                               | DNF                                 | 0                                   |
| 2006 | Camion                              | Tatra                               | DNF                                 | 0                                   |